# Osuna
Osuna település Spanyolországban, Sevilla tartományban. Osuna Aguadulce, Gilena, Pedrera, Martín de la Jara, Los Corrales, El Saucejo, Villanueva de San Juan, La Puebla de Cazalla, Marchena, La Lantejuela, Écija, El Rubio és Estepa községekkel határos. Lakosainak száma 17 374 fő (2024).

## Népesség
A település népessége az elmúlt években az alábbi módon változott:
| Lakosok száma | 17 221 | 17 345 | 17 698 | 17 851 | 17 973 | 17 818 | 17 735 | 17 560 | 17 442 | 17 374 |
|               | 2001   | 2004   | 2007   | 2009   | 2012   | 2014   | 2017   | 2019   | 2022   | 2024   |